# Arturo Carsetti
Arturo Carsetti (Viterbo, 25 aprile 1940 – Aprilia, 9 novembre 2024) è stato un filosofo italiano, professore di Filosofia della Scienza all'Università di Bari e all'Università di Roma Tor Vergata. Direttore della rivista italiana di filosofia della scienza La Nuova Critica fondata nel 1957 da Valerio Tonini, era noto per i suoi contributi, anche come membro dell'Accademia Europea delle Scienze e delle Arti, alla filosofia della scienza, all'epistemologia, alla metabiologia, alle scienze cognitive, alla semantica e alla filosofia della mente.

## Biografia
Arturo Carsetti si laureò in filosofia (cum laude) presso l'Università degli Studi di Roma La Sapienza. Inizialmente partecipò al programma di ricerca S.I.R. presso il Consiglio Nazionale delle Ricerche (CNR). Nel 1973 fu nominato assistente di psicologia presso l'Università di Roma La Sapienza. Dal 1975 al 1980 insegnò logica all'Università di Trieste e fu professore ordinario di filosofia della scienza dal 1980 al 2012 presso l'Università di Bari e l'Università di Roma Tor Vergata. Dal 1992 al 1995 fu Direttore del Dipartimento di Filosofia dell'Università di Roma Tor Vergata.
Influenzato da Vittorio Somenzi, Heinz von Foerster e Henri Atlan, si interessò all'applicazione della cibernetica e della teoria dell'informazione ai sistemi viventi. Durante il suo periodo a Trieste lavorò in collaborazione con Gaetano Kanizsa sulle procedure di auto-organizzazione nella cognizione visiva. Nel 1981 iniziò un rapporto di lavoro con Francisco Varela e Jean Petitot e molti altri studiosi nel campo della Teoria dell'Auto-Organizzazione e della Teoria della Complessità. In particolare, indagò il legame tra significato e informazione come delineato da Rudolf Carnap e dai suoi seguaci, nonché il concetto di "modello riflessivo" come introdotto da Dana Scott. Negli anni successivi lavorò anche in collaborazione con il filosofo austriaco Werner Leinfellner e fu curatore dei "Saggi di Scienza ed Epistemologia dedicati a Werner Leinfellner".  È stato Visiting Professor presso l'École Normale Supérieure, l'École des Hautes Études en Sciences Sociales e il Konrad Lorenz Institut di Vienna.
Negli anni '80 e '90, anche a seguito di una lunga collaborazione con Stephen Gossberg e altri studiosi, ha curato molti volumi e numeri speciali de La Nuova Critica (di cui fu direttore dal 1984) dedicati alle Scienze Cognitive e alla Teoria della Complessità. È stato co-editore delle riviste Evolution and Cognition e Zeitschrift für Wissenschaftsforschung e membro dell'advisory board della rivista Logic and Philosophy of Science. Nel 2012 entrò a far parte dell'Accademia Europea delle Scienze e delle Arti. Nel periodo 1994-1997 fu coordinatore nazionale di un gruppo di ricerca nel campo della Filosofia della Scienza presso il Ministero dell'Istruzione, dell'Università e della Ricerca (MIUR), dal 2000 al 2010 di cinque progetti di ricerca presso il MIUR, dal 2011 al 2018 di altri tre progetti di ricerca presso LNC. Particolare attenzione è stata dedicata all'introduzione dell'innovativo concetto di "modello auto-organizzante" al fine di spiegare, in termini matematici, perché a livello di vita e cognitivo la funzione non può che auto-organizzarsi insieme al suo significato.
Fu autore di 5 volumi e di circa 126 articoli su riviste scientifiche internazionali.
Carsetti morì ad Aprilia nel novembre 2024 all'età di 84 anni.